# Jean Cavalli
Pour les articles homonymes, voir Cavalli.
Jean Cavalli, né le 30 mars 1912 à Propriano et mort le 11 août 1991 à Ajaccio, est un joueur de football français. Il évoluait au poste de défenseur.

## Carrière
Jean Cavalli évolue à l'Olympique de Marseille de 1934 à 1936 puis à l'US Valenciennes-Anzin de 1937 à 1939.

## Palmarès
- Coupe de France : 1935

## Statistiques
Au cours de sa carrière, Jean Cavalli dispute 22 matchs en Division 1.